# Ло Чжэньюй
Ло Чжэнью́й (кит. трад. 羅振玉, взрослое имя Шуюнь (кит. трад. 叔蘊), 1866, — 1940) — китайский учёный, антиквар, палеограф; цинский лоялист.

## Биография
Получил известность в Шанхае после Первой японо-китайской войны благодаря публикации работ по сельскому хозяйству. Вместе с друзьями в 1896 основал японоязычную школу Общество Просвещения Востока под названием: "東文學社". Одним из её знаменитых студентов стал Ван Говэй.
В 1901 году посетил Японию с целью изучения тамошней образовательной системы нового образца (одно из достижений реформ Мэйдзи). С 1906 занимал различные правительственные посты. После Синьхайской революции 1911 эмигрировал в Японию. Проживая в Киото, изучал китайскую археологию.
В 1919 году вернулся в Китай (Тяньцзинь), участвовал в движении за реставрацию Пу И и стал одним из трёх главных советников и доверенных лиц последнего императора.
После создания Маньчжоу-го (март 1932) Ло стал одним из членов правительства 1933—1938, настояв на монархическом строе, в противовес проектам республиканцев. Занимал должность председателя Общества маньчжурско-японского культурного сотрудничества. Однако, убедившись в отсутствии реальной императорской власти у Пуи (см. Квантунская армия), оставил государственную деятельность и поселился в Даляне.

## Значение
Политическая деятельность Ло Чжэньюя, в особенности участие в коллаборационистском правительстве Маньчжоу-го отрицательно повлияли на его известность в научных кругах КНР. При этом он сделал большой вклад в сохранение китайских древностей, в особенности шань-иньских гадательных надписей и «бамбуковых пластинок» 簡牘 jiandu, а также манускриптов Дуньхуана. Он был одним из первых китайских учёных, взявшихся за расшифровку «надписей на костях и панцирях», а также выпустил несколько работ по изучению надписей на бронзе.
Содействовал публикации первых работ по гадательным надписям (Лю Э Tieyun Canggui 鐵雲藏龜, Сунь Ижан Qiwen Juli 契文舉例).
Yinxu Shuqi Kaoshi 殷虛書契考釋, собственное исследование Ло Чжэньюя, до сих пор занимает важное место в академических исследованиях.
Ло первым среди китайских учёных заинтересовался тангутской письменностью, выпустив ряд работ по её изучению (1912, 1927).